# 戸松淳矩
戸松 淳矩（とまつ あつのり、1952年12月31日 -）は、日本の小説家、推理作家。京都府出身、学習院大学卒業。

## 略歴
1979年、『名探偵は千秋楽に謎を解く』でデビュー。長い沈黙を破って発表した『剣と薔薇の夏』で、第58回日本推理作家協会賞を受賞した。2012年、8年ぶりの新作『うそつき』を上梓している。2015年8月、第6長編『終戦のマグノリア』を発表。

## 作品リスト

### 単著
- 名探偵は千秋楽に謎を解く（1979年8月 ソノラマ文庫 / 2004年6月 創元推理文庫）
- 名探偵は九回裏に謎を解く（1980年5月 ソノラマ文庫 / 2004年7月 創元推理文庫）
- 剣と薔薇の夏（2004年5月 東京創元社 / 2005年9月 創元推理文庫【上・下】）
- 名探偵は最終局に謎を解く（2004年8月 創元推理文庫） - 『墨田川幽霊グラフィティ』を改稿したもの
- うそつき（2012年9月 東京創元社）
- 終戦のマグノリア（2015年8月 東京創元社）

### 連載
- 墨田川幽霊グラフィティ（朝日ソノラマ『獅子王』1987年2月号 - 4月号）

### 短編
- キング・チャールズの告発 - 『鮎川哲也と十三の謎'90』（東京創元社、1990年）に掲載